# Liste de jeux vidéo À prendre ou à laisser
Pour les articles homonymes, voir À prendre ou à laisser.
La liste de jeux vidéo À prendre ou à laisser répertorie les jeux vidéo basés sur le jeu télévisé français éponyme et du format original américain dont il est adapté, Deal or No Deal.

## Jeux
- 2006 : Deal or No Deal, développé et édité par Global Star Software sur Windows.
- 2006 : Deal or No Deal, développé et édité par Imagination Entertainment sous la forme d'un DVD interactif.
- 2007 : À prendre ou à laisser, développé par Gimagin et édité par Mindscape sur Windows et Nintendo DS[1],[2].
- 2007 : Deal or No Deal, édité par Destination Software sur Game Boy Advance (version développée par Gravity-i), Nintendo DS et Wii (versions développées par Artefacts Studio).
- 2007 : Deal or No Deal: Secret Vault Games, édité par Take-Two Interactive sur Windows.
- 2008 : Deal or No Deal édité par Digital Bridges sur iOS et téléphones mobiles.
- 2008 : Deal or No Deal: The Banker is Back!, développé par Mad Monkey Studio et édité par Minscape sur Nintendo DS et Wii.
- 2009 : Deal or No Deal: Around the World, édité par i-Play sur iOS.
- 2010 : Deal or No Deal: Special Edition, édité par Zoo Games sur Nintendo DS et Wii.
- 2012 : Deal or No Deal, édité par iwin sur iOS.
- 2014 : À prendre ou à laisser, édité par Endemol sur iOS et Android.